# Кичи-Кемин
Кичи-Кемин (кирг. Кичи-Кемин) — река на севере Кыргызстана и юго-востоке Казахстана, течёт по территории Кеминского района Чуйской области и Кордайского района Жамбылской области. Правый приток Чу.
Длина реки составляет 81 км. Площадь водосборного бассейна равняется 614 км². Среднегодовой расход воды — 2,1 м³/с.
Вытекает из горного озера на стыке Чонкеминского хребта и Заилийского Алатау. Нижнее течение реки проходит по территории Кордайского района Казахстана. Впадает в Чу на границе Кыргызстана и Казахстана.